# Tame Impala (мини-альбом)
Tame Impala — второй мини-альбом австралийской психоделической рок-группы Tame Impala. Он занял первое место в ARIA Charts и 10 место в ARIA Physical Singles Chart. С мини-альбома было выпущено три сингла: «Desire Be, Desire Go», «Half Full Glass of Wine» и «Skeleton Tiger». Все синглы звучали на национальной радиостанции Triple J. «Half Full Glass of Wine» занял 75 место в Triple J Hottest 100 и есть на Hottest 100 CD/DVD. В 2013 году в День музыкального магазина песня была переиздана с «Wander» на виниле.

## Запись
Композиции для ЕР были отобраны из 20 песен, которые Кевин Паркер записал ещё в 2003 году и отправил их к Modular Recordings. Говоря о выпуске ЕР, Паркер сказал: «Большинство песен на EP никогда не были предназначены, чтобы стать успешными в Перте, не говоря уже об остальном мире. Они были предназначены только, для меня и моих друзей».

## Арт
Обложка Кевина Паркера вызвала некоторое замешательство с названием EP, и многие полагали что он называется Antares Mira Sun. Обложка является одним из слайдов лекции астрономии, которая демонстрирует разницу в размерах между звездами Антарес, Мира и Солнце.

## Список композиций
Слова и музыка всех песен — Кевин Паркер.
| №                   | Название                                   | Длительность  |
| ------------------- | ------------------------------------------ | ------------- |
| 1.                  | «Desire Be, Desire Go»                     | 4:10          |
| 2.                  | «Skeleton Tiger»                           | 4:25          |
| 3.                  | «Half Full Glass of Wine»                  | 4:26          |
| 4.                  | «Forty One Mosquitoes Flying in Formation» | 4:18          |
| 5.                  | «Slide Through My Fingers»                 | 3:20          |
| 6.                  | «Wander» (iTunes бонус трек)               | 5:13          |
| Общая длительность: | Общая длительность:                        | 20:41 (25:54) |

## Состав
- Кевин Паркер — вокал, инструменты, арт-директор, звукорежиссёр и микширование
- Джей Уотсон — ударные для «Wander»
- Мэнди Парнелл — мастер-диск
- Грег Мур — мастер-диск